# Варзи-Пельга
Варзи-Пельга (тат. Барҗы-Пельга) — село в Агрызском районе Республики Татарстан России. Входит в состав Кичкетанского сельского поселения.

## История
Основано не позднее середины XVII века переселенцами из деревни Утчан (ныне в Алнашском районе Удмуртии). Название произошло от гидронима «Варзи» и микроэтнонима удмуртского происхождения «пельга». По материалам II ревизии 1744—47 годов в деревне Михайловой сотни Васильева Арской дороги было 44 ревизских души государственных ясачных вотяков (удмуртов), по третьей ревизии в деревне Герасимовой сотни Андреева Арской дороги было 95 жителей (44 мужчины, 51 женщина) новокрещённых удмуртов.
В XVIII—XIX веках население деревни состояло из государственных крестьян. В «Списке населенных мест Российской империи», изданном в 1876 году, населённый пункт упомянут как казённая деревня Варзи-Пельга 2-го стана Елабужского уезда Вятской губернии, при речке Варзе, расположенная в 65 верстах от уездного города Елабуга. В деревне насчитывалось 39 дворов и проживало 283 человека (129 мужчин и 154 женщины), имелась мельница.
В 1887 году в деревне Варзи-Пельга Варзи-Пельгинского сельского общества Мушаковской волости проживало 364 государственных крестьянина-удмурта (170 мужчин, 194 женщины) в 63 дворах. Земельный надел составлял 1242,5 десятины (514,6 десятин пашни, 318,6 — сенокоса, 186,6 десятины подушного леса и 129,9 десятины лесного надела, 13,9 — выгона, 13,8 — усадьбы и 65,1 десятины неудобной земли), у жителей имелась 191 лошадь, 96 коров и 550 единиц мелкого скота (овец, свиней и коз). 69 человек занимались местными промыслами (из них 35 — возкой леса). Было 6 грамотных и 17 учащихся. Имелась водяная мельница. В 1905 году в деревне Варзиятчинской волости проживало 427 человек (216 мужчин, 211 женщин) в 75 дворах.
В 1920-21 годах — в составе Вотской АО, с 1921 года — в составе Елабужского кантона ТАССР, с 1928 года — в Челнинском кантоне. С 1930 года — в Красноборском районе (в 1948 году — центр Варзи-Пельгинского сельсовета), с 1960 года — в Агрызском районе (с 1 февраля 1963 года по 4 марта 1964 года — в Елабужском сельском районе).
В конце 70-х годов село попало в предполагаемую зону затопления Нижнекамского водохранилища и было перенесено на 2,5 километра вверх по течению реки Варзинка. Часть жителей переехала в Кичкетан и в другие места.

## Географическое положение
Село находится в северо-восточной части Татарстана, на правом берегу реки Варзинка, на расстоянии примерно 57,5 километров по автодорогам к югу от города Агрыз и в 2 км по автодорогам к востоку от центра поселения, села Кичкетан.

### Часовой пояс
Село Варзи-Пельга, как и весь Татарстан, находится в часовой зоне МСК (московское время). Смещение применяемого времени относительно UTC составляет +3:00.

## Население
В 2010 году население села составляло 143 человека (71 мужчина, 72 женщины).
| 1859 | 1887 | 1905 | 1920 | 1926 | 1938 | 1949 | 1958 | 1970 | 1989 | 2002 | 2010 |
| ---- | ---- | ---- | ---- | ---- | ---- | ---- | ---- | ---- | ---- | ---- | ---- |
| 283  | 364  | 427  | 524  | 575  | 627  | 551  | 613  | 540  | 130  | 141  | 143  |

Национальный состав
Согласно результатам переписи 2002 года, в национальной структуре населения удмурты составляли 93 %.

## Инфраструктура
Действует сельский клуб. Также на территории села находятся постройки бывшего Агрызского дома-интерната для престарелых и инвалидов.

## Улицы
В селе четыре улицы — Береговая, Клубная, Новая и Полевая.